# Kärrfrun
Kärrfrun är en mytologisk varelse som sägs hålla till i underjorden och vid bryggor. Som sällskap skall hon ha Lyktgubbar och Lyktgummor.